# Ministerio de Igualdad (España)
El Ministerio de Igualdad de España es el departamento de la Administración General del Estado responsable de la propuesta y ejecución de la política del Gobierno de la Nación en materia de igualdad y de las políticas dirigidas a hacer real y efectiva la igualdad entre mujeres y hombres, la prevención y erradicación de cualquier forma de violencia contra las mujeres, y de toda forma de violencia o discriminación ejercida contra las personas por razón de su sexo, origen racial o étnico, religión o creencias, orientación sexual, identidad sexual o de género, expresión de género, características sexuales, edad, discapacidad o cualquier otra condición o circunstancia personal o social.
Le corresponde, en particular, la elaboración y desarrollo de las normas, actuaciones y medidas dirigidas a asegurar la igualdad de trato y de oportunidades, especialmente entre mujeres y hombres, y el fomento de la plena participación de las mujeres en la vida política, cultural, económica y social.
Desde el 21 de noviembre del 2023, la ministra de Igualdad es Ana Redondo García, del PSOE.

## Historia

### Primera etapa: IX legislatura
Fue creado en 2008 durante la IX Legislatura bajo la presidencia del socialista José Luis Rodríguez Zapatero para impulsar las políticas de igualdad recogidas en la Ley para la Igualdad y en la Ley Integral contra la Violencia sobre la Mujer, así como los programas del Instituto de la Mujer y del Instituto de la Juventud. El Ministerio recogía las competencias de igualdad que en la VIII Legislatura tenía el Ministerio de Trabajo y Asuntos Sociales, el cual pasó a llamarse Ministerio de Trabajo e Inmigración, y daba rango de ministerio por primera vez en la historia de España a estas políticas públicas. La persona designada por el presidente del Gobierno para dirigir este nuevo Departamento fue Bibiana Aído. En su nombramiento se destacó que era de la ministra más joven de la historia de la democracia española. La secretaria general de Políticas de Igualdad del Ministerio fue la periodista Isabel Martínez.
El 20 de octubre de 2010, en una remodelación del Gobierno, la estructura del Ministerio se integró en el Ministerio de Sanidad, Política Social e Igualdad con Leire Pajín al frente, creando la Secretaría de Estado de Igualdad que fue asumida por la hasta entonces ministra de Igualdad Bibiana Aído.

### Segunda etapa: XIV y XV legislaturas
En 2020, el área de Igualdad se desvincula de la Vicepresidencia del Gobierno tras el acuerdo para formar un Gobierno de coalición PSOE-Unidas Podemos, recuperando así esta cartera como un ministerio con entidad propia a cargo de la ministra Irene Montero y las secretarias de Estado de Igualdad Noelia Vera (2020-2021) y Ángela Rodríguez (2021-2023).

En el año 2021, el Departamento puso en marcha varias iniciativas, entre ellas, la entrega —a través de la Dirección General de Diversidad Sexual y Derechos LGTBI— de los Reconocimientos Arcoíris a personas y entidades destacadas en la visibilización, apoyo y defensa de los derechos de las personas LGTBI. Pero, sin duda, lo más relevante de este año fue la puesta en marcha del Plan Corresponsables, un instrumento público que tiene como objetivo garantizar la conciliación de la vida familiar y laboral mediante la creación de bolsas públicas de profesionales que ayuden a los padres en el cuidado de menores de 16 años y la visibilización y mejora de la calidad de este tipo empleo.

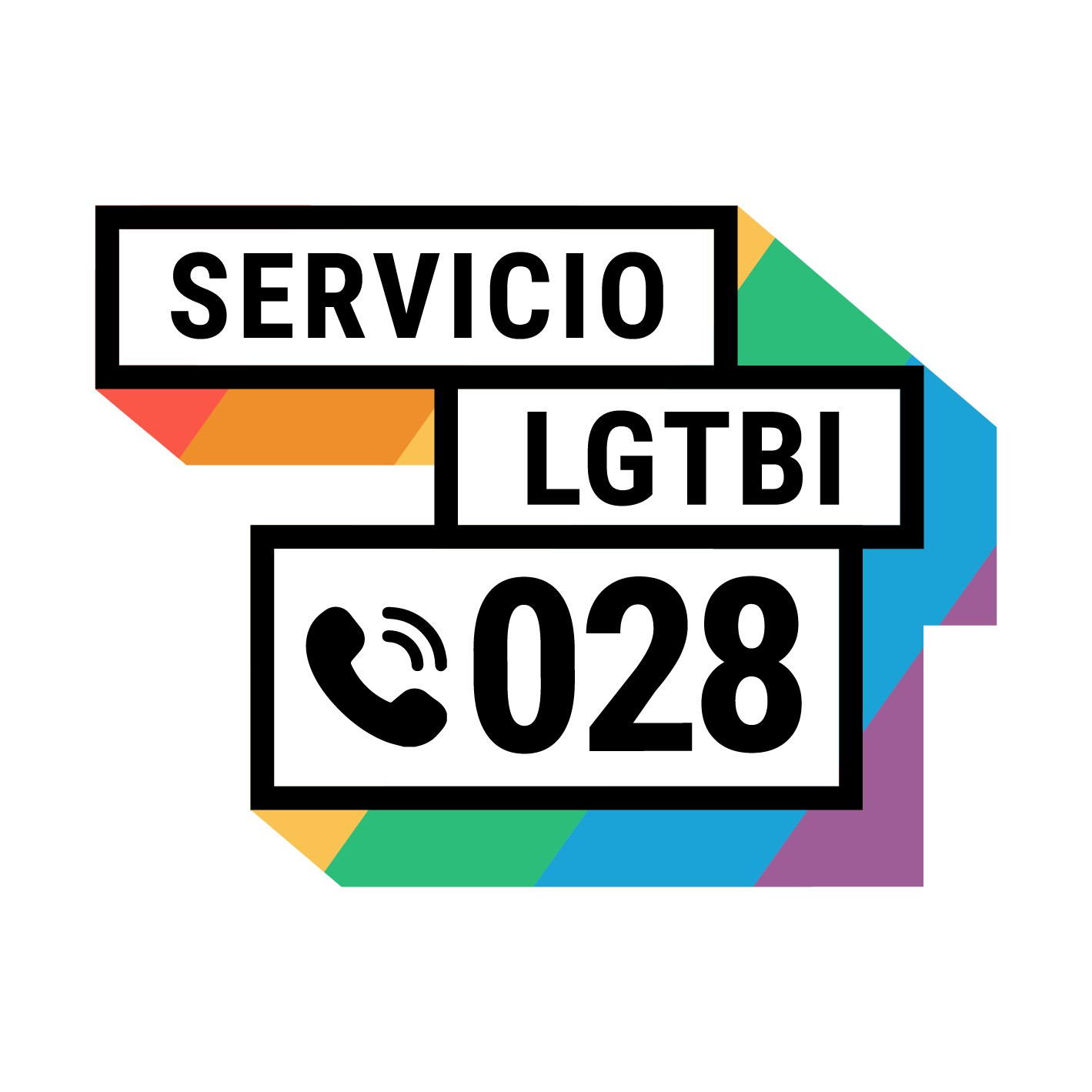
En 2023, el Departamento estableció el teléfono 028, para denunciar delitos y discriminación contra el colectivo LGBT.

En julio de 2023, el Ministerio implementó un servicio por llamada, mensajería y correo electrónico denominado «028 servicio arcoíris», con el objetivo de proporcionar apoyo a las víctimas de crímenes de odio y prevenir la discriminación hacia la comunidad LGBT.

#### Legislación
El Departamento de Igualdad diseñó tres grandes leyes que marcarían la legislatura: una nueva ley del aborto, la ley de libertad sexual y la ley Trans.
La primera de las leyes en aprobarse fue la ley de libertad sexual, oficialmente llamada Ley Orgánica 10/2022, de 6 de septiembre, de garantía integral de la libertad sexual y mediáticamente conocida como la «ley del sí es sí». Esta ley se centra en reforzar la idea del consentimiento sexual para evitar que los tribunales de justicia cuestionaran a las víctimas de violaciones, tal y como pasó inicialmente en el caso de La Manada. Nació con mucha polémica, puesto que sus detractores consideraban que vulneraba la presunción de inocencia y algunos expertos consideraban que los cambios en los tipos delictivos podrían conllevar rebajas penales. Así, aprobada en agosto de 2022 con 141 en contra (84 del PP, 52 de Vox, uno del PNV y cuatro del grupo mixto) y tres abstenciones (dos de la CUP y una de PRC), entró en vigor en octubre de 2022. A principios de 2023, se conoció la primera rebaja penal a un condenado por abuso sexual al considerar el tribunal que la nueva ley le era más favorable, a lo que le siguió una catarata de cientos de rebajas de condenas, llegando en algunos casos a excarcelaciones. A pesar de la negativa de Unidas Podemos, en febrero de 2023 el PSOE presentó una proposición para reforma la ley y evitar más rebajas penales.
Bajo el liderazgo de la ministra Ana Redondo, el Ministerio impulsó y las Cortes Generales aprobaron en 2024 la Ley de Paridad, una norma que tiene como objetivo conseguir una presencia equilibrada de hombres y mujeres en órganos de decisión tanto de ámbito público como privado.
En el año 2025 se puso en marcha la Autoridad Independiente para la Igualdad de Trato y la No Discriminación, organismo independiente previsto en la ley de igualdad de trato del año 2022.

## Estructura

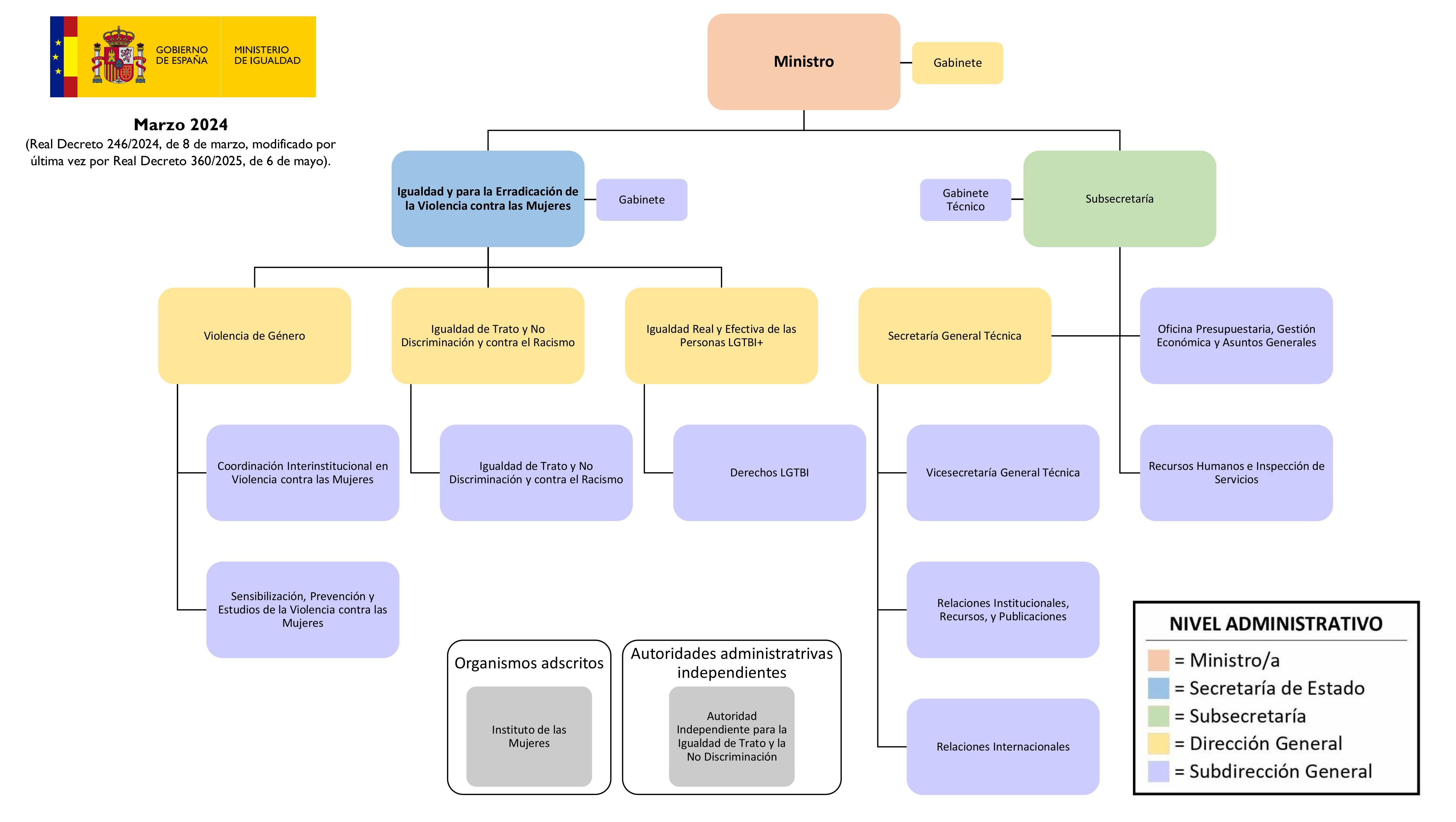
Organigrama del Ministerio hasta nivel de subdirección general. Marzo 2024.

Dependen del Ministerio de Igualdad, bajo la superior dirección de la ministra, los siguientes órganos superiores y directivos:
- La Secretaría de Estado de Igualdad y para la Erradicación de la Violencia contra las Mujeres.
  - La Delegación del Gobierno contra la Violencia de Género, con rango de Dirección General.
    - La Subdirección General de Coordinación Interinstitucional en Violencia contra las Mujeres.
    - La Subdirección General de Sensibilización, Prevención y Estudios de la Violencia contra las Mujeres.

  - La Dirección General para la Igualdad de Trato y No Discriminación y contra el Racismo.
    - La Subdirección General para la Igualdad de trato y No Discriminación y contra el Racismo.

  - La Dirección General para la Igualdad real y efectiva de las personas LGTBI+.
    - La Subdirección General de Derechos LGTBI.
- La Subsecretaría de Igualdad.
  - La Secretaría General Técnica.
    - La Vicesecretaría General Técnica.
    - La Subdirección General de Relaciones Institucionales, Recursos, y Publicaciones.
    - La Subdirección General de Relaciones Internacionales.

  - La Subdirección General de la Oficina Presupuestaria, Gestión Económica y Asuntos Generales.
  - La Subdirección General de Recursos Humanos e Inspección de Servicios.
  - El Gabinete Técnico.

Como órgano de apoyo y asistencia inmediata a la ministra de Igualdad existe un Gabinete, con nivel orgánico de dirección general.

### Adscripciones
- El Instituto de las Mujeres.
- El Consejo de Participación de las Personas LGTBI.
- La Comisión Interministerial de Igualdad entre mujeres y hombres.
- El Observatorio Estatal de Violencia sobre la Mujer.
- El Consejo para la Eliminación de la Discriminación Racial o Étnica.

Además, la Autoridad Independiente para la Igualdad de Trato y la No Discriminación, se relaciona con el Gobierno a través de este Departamento.

## Titulares
| Imagen                                  | Nombre                       | Mandato                 | Mandato                 | Mandato           | Partido | Partido | Presidente del Gobierno | Presidente del Gobierno                  | Monarca                   | Ref.          |
| Imagen                                  | Nombre                       | Nombramiento            | Cese                    | Duración          | Partido | Partido | Presidente del Gobierno | Presidente del Gobierno                  | Monarca                   | Ref.          |
| --------------------------------------- | ---------------------------- | ----------------------- | ----------------------- | ----------------- | ------- | ------- | ----------------------- | ---------------------------------------- | ------------------------- | ------------- |
|                                         | Bibiana Aído (n. 1977)       | 14 de abril de 2008     | 21 de octubre de 2010   | 2 años y 190 días |         | PSOE    |                         | José Luis Rodríguez Zapatero (2004-2011) | Juan Carlos I (1975-2014) | [ 28 ] [ 29 ] |
| Cargo suprimido durante este intervalo. |                              |                         |                         |                   |         |         |                         |                                          |                           |               |
|                                         | Irene Montero (n. 1988)      | 13 de enero de 2020     | 21 de noviembre de 2023 | 3 años y 312 días |         | Podemos |                         | Pedro Sánchez (2018-presente)            | Felipe VI (2014-presente) | [ 30 ] [ 31 ] |
|                                         | Ana Redondo García (n. 1966) | 21 de noviembre de 2023 | En el cargo             | 1 año y 235 días  |         | PSOE    | [ 32 ]                  | Pedro Sánchez (2018-presente)            | Felipe VI (2014-presente) |               |

## Sede
La sede del Ministerio de Igualdad se encuentra en el número 37 de la calle de Alcalá, en Madrid. Este inmueble, que se encuentra frente a la sede del Ministerio de Educación, ha albergado el departamento en las dos etapas en las que ha existido y, entre ambas, ha sido la sede de la Secretaría de Estado de Igualdad.
El edificio es propiedad del Gobierno de España desde 2008, cuando la Comisión del Mercado de las Telecomunicaciones (CMT), que tenía su sede en esta calle madrileña desde finales de los años 1990, se trasladó a Barcelona y vendió el inmueble al Gobierno por 37 millones de euros.
Con anterioridad a estos hechos, en este inmueble se alojó la delegación del Gobierno de Canarias en Madrid. En este último caso, el Gobierno canario adquirió la propiedad en 1997 al Banco Santander, habiendo sido anteriormente una sede de esta entidad financiera.

## Presupuesto
Para el ejercicio 2024, con los presupuestos prorrogados del año 2023, el Departamento de Igualdad tiene un presupuesto de 511,5 millones de euros. De los siete programas que tiene la Sección 30 (Ministerio de igualdad) del presupuesto, destacan el Programa 232C «Actuaciones para la prevención integral de la violencia de género», dotado con 260 millones de euros y el Programa 232B «Igualdad de oportunidades entre mujeres y hombres», dotado con 232 millones de euros.

### Evolución
| Gasto consolidado del Ministerio de Igualdad (2008-2010;2020-) (en millones de euros) |
|                                                                                       |
| Fuente: Presupuestos Generales del Estado. Ministerio de Hacienda.                    |

### Auditoría
Las cuentas del Ministerio, así como de sus organismos adscritos, son auditadas de forma interna por la Intervención General de la Administración del Estado (IGAE), a través de una Intervención Delegada en el propio Departamento. De forma externa, es el Tribunal de Cuentas el responsable de auditar el gasto.